# Лийдекерке
Лийдекерке (на нидерландски: Liedekerke) е селище в Централна Белгия, окръг Хале-Вилворде на провинция Фламандски Брабант. Населението му е около 11 900 души (2006).